# ایالات متحده آمریکا در المپیک تابستانی ۱۹۶۴
ایالات متحده آمریکا در بازی‌های المپیک تابستانی ۱۹۶۴ که در توکیو ژاپن برگزار شد، با ۳۴۶ ورزشکار شرکت نمود و موفق به کسب ۹۰ مدال (۳۶ طلا، ۲۶ نقره، ۲۸ برنز) شد که در رتبه ۱ مسابقات قرار گرفت.